# Norwegische Eishockeynationalmannschaft
Die norwegische Eishockeynationalmannschaft der Männer wird nach der Weltmeisterschaft 2021 in der IIHF-Weltrangliste auf Platz 11 geführt. Die Mannschaft gehört zum Norwegischen Eishockeyverband.
Zur Vorbereitung auf die jährlichen Weltmeisterschaften nahm die Nationalmannschaft regelmäßig an Turnieren der Euro Ice Hockey Challenge teil. Bei der WM 2018 erreichte die Norwegische Mannschaft mit Platz 13 die schlechteste Platzierung seit dem Wiederaufstieg in die Top-Division 2005.

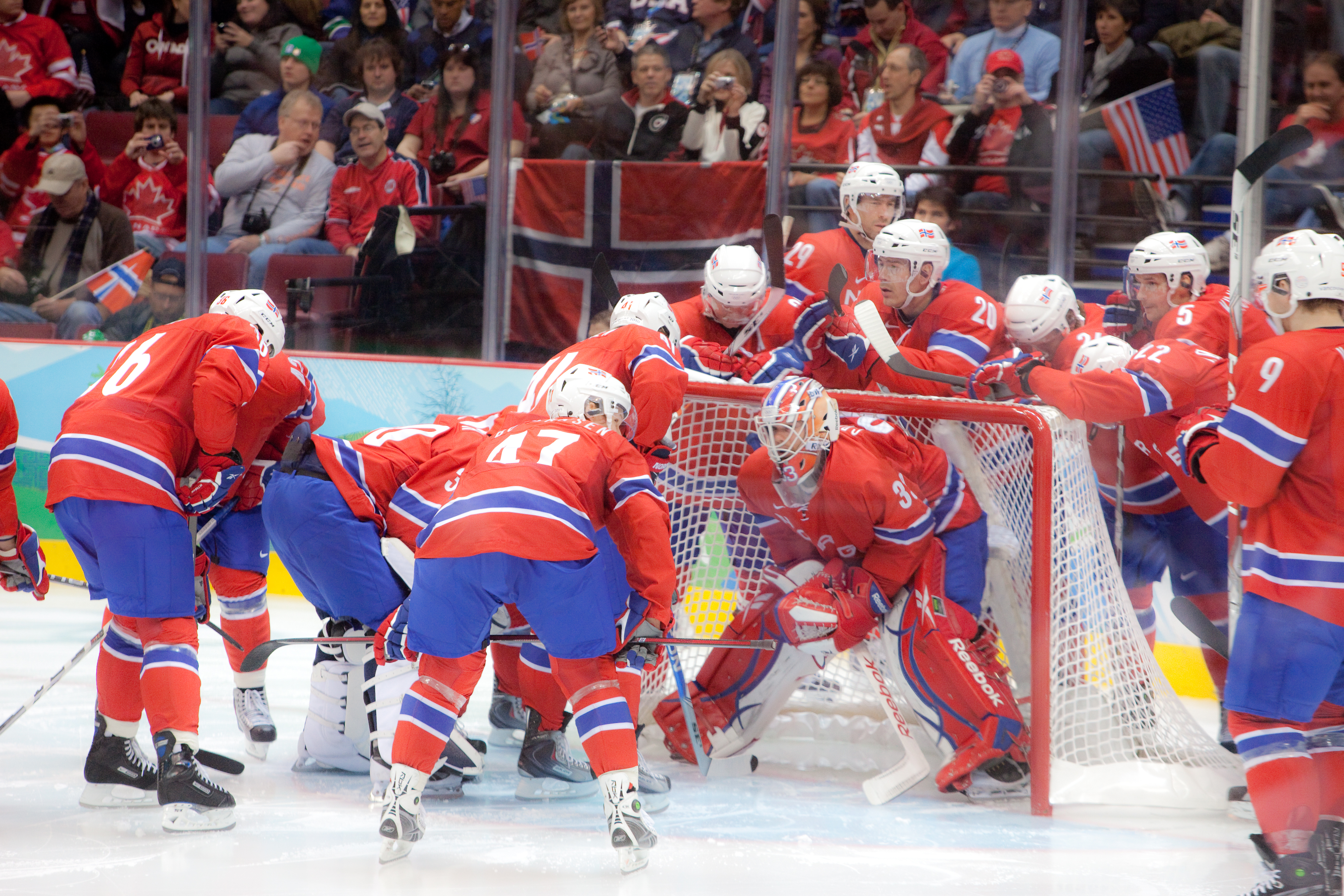
Spieler der Norwegischen Eishockeynationalmannschaft bei den Olympischen Winterspielen 2010

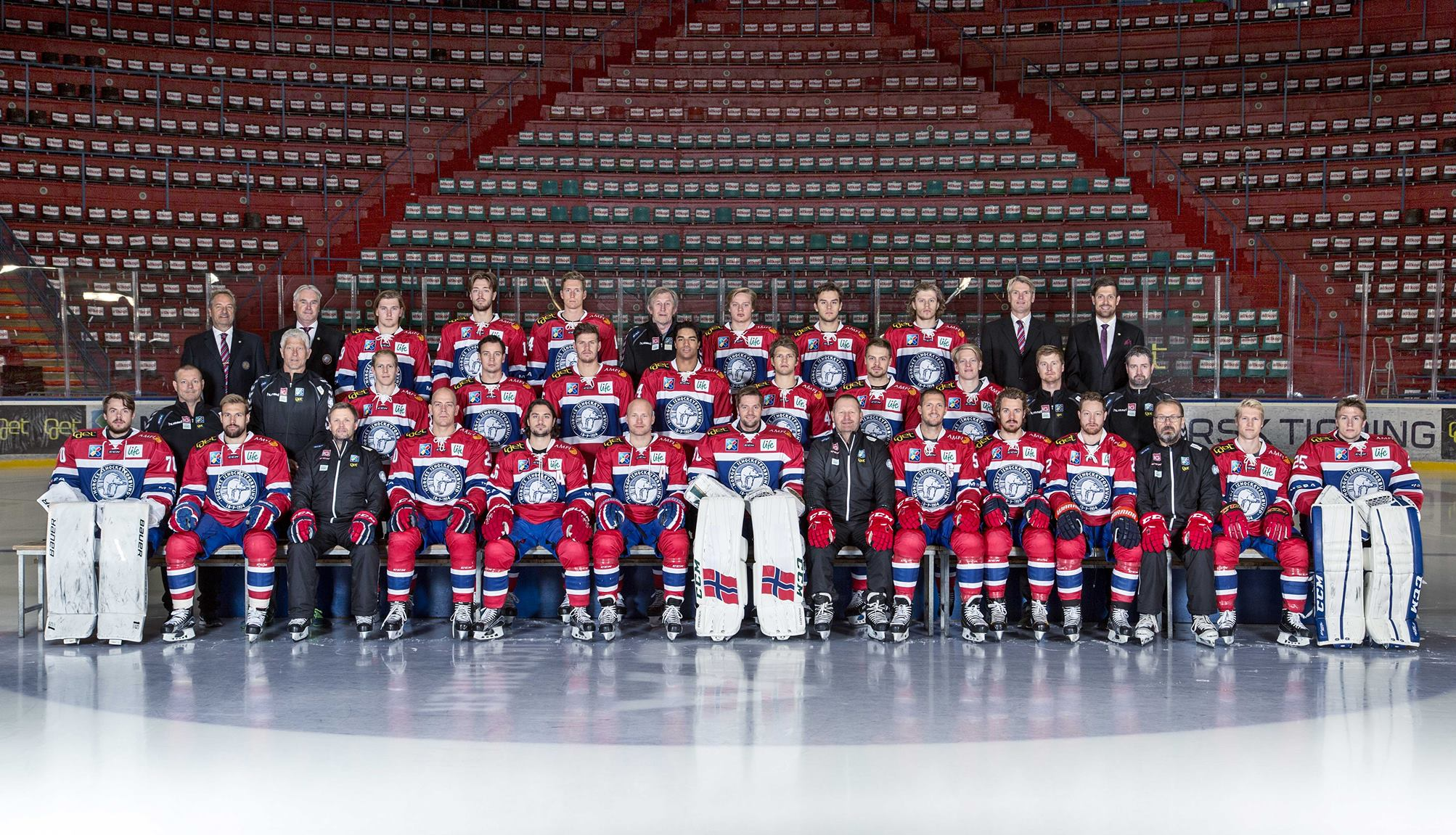
Mannschaftskader für die Qualifikation zu den Olympischen Winterspielen 2018 (2016)

## Olympische Ergebnisse
- 1920 – nicht teilgenommen
- 1924 – nicht teilgenommen
- 1928 – nicht teilgenommen
- 1932 – nicht teilgenommen
- 1936 – nicht teilgenommen
- 1948 – nicht teilgenommen
- 1952 – 9. Platz
- 1956 – nicht teilgenommen
- 1960 – nicht teilgenommen
- 1964 – 10. Platz
- 1968 – 11. Platz
- 1972 – 8. Platz
- 1976 – nicht teilgenommen (verzichtet)
- 1980 – 11. Platz
- 1984 – 12. Platz
- 1988 – 12. Platz
- 1992 – 9. Platz
- 1994 – 11. Platz
- 1998 – nicht qualifiziert
- 2002 – nicht qualifiziert
- 2006 – nicht qualifiziert
- 2010 – 10. Platz
- 2014 – 12. Platz
- 2018 – 8. Platz

## Platzierungen bei Weltmeisterschaften
- 1937 – 9. Platz
- 1938 – 13. Platz
- 1939 – nicht teilgenommen
- 1947 – nicht teilgenommen
- 1949 – 8. Platz
- 1950 – 6. Platz
- 1951 – 4. Platz
- 1953 – nicht teilgenommen
- 1954 – 8. Platz
- 1955 – nicht teilgenommen
- 1956 – 11. Platz (2. B-WM)
- 1957 – nicht teilgenommen
- 1958 – 7. Platz
- 1959 – 8. Platz
- 1961 – 9. Platz (1. B-WM)
- 1962 – 5. Platz
- 1963 – 9. Platz (1. B-WM)
- 1964 – 10. Platz (2. B-WM)
- 1965 – 8. Platz
- 1966 – 12. Platz (4. B-WM)
- 1967 – 11. Platz (3. B-WM)
- 1968 – 11. Platz (3. B-WM)
- 1969 – 11. Platz (5. B-WM)
- 1970 – 9. Platz (3. B-WM)
- 1971 – 10. Platz (4. B-WM)
- 1972 – 13. Platz (7. B-WM)
- 1973 – 15. Platz (1. C-WM)
- 1974 – 13. Platz (7. B-WM)
- 1975 – 15. Platz (1. C-WM)
- 1976 – 11. Platz (3. B-WM)
- 1977 – 12. Platz (4. B-WM)
- 1978 – 14. Platz (6. B-WM)
- 1979 – 12. Platz (4. B-WM)
- 1981 – 14. Platz (6. B-WM)
- 1982 – 12. Platz (4. B-WM)
- 1983 – 12. Platz (4. B-WM)
- 1985 – 15. Platz (7. B-WM)
- 1986 – 17. Platz (1. C-WM)
- 1987 – 10. Platz (2. B-WM)
- 1989 – 9. Platz (1. B-WM)
- 1990 – 8. Platz
- 1991 – 10. Platz (2. B-WM)
- 1992 – 10. Platz
- 1993 – 9. Platz
- 1994 – 11. Platz
- 1995 – 10. Platz
- 1996 – 10. Platz
- 1997 – 12. Platz
- 1998 – 21. Platz (5. B-WM)
- 1999 – 12. Platz
- 2000 – 10. Platz
- 2001 – 15. Platz
- 2002 – 22. Platz (3. Div. I, Gr. B)
- 2003 – 20. Platz (2. Div. I, Gr. B)
- 2004 – 20. Platz (2. Div. I, Gr. A)
- 2005 – 17. Platz (1. Div. I, Gr. A)
- 2006 – 11. Platz
- 2007 – 14. Platz
- 2008 – 8. Platz
- 2009 – 11. Platz
- 2010 – 9. Platz
- 2011 – 6. Platz
- 2012 – 8. Platz
- 2013 – 10. Platz
- 2014 – 12. Platz
- 2015 – 11. Platz
- 2016 – 10. Platz
- 2017 – 11. Platz
- 2018 – 13. Platz
- 2019 – 12. Platz
- 2021 – 13. Platz
- 2022 – 13. Platz
- 2023 – 13. Platz
- 2024 – 11. Platz
- 2025 – 12. Platz